# Dickasonia
Dickasonia é um género botânico pertencente à família das orquídeas (Orchidaceae).

## Espécie
1. Dickasonia vernicosa L.O.Williams (1941)